# Keratsa von Bulgarien

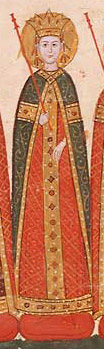
Keratsa von Bulgarien

Maria-Keratsa von Bulgarien, auch Mara Kyratza (bulgarisch: Мария-Кераца; geboren 1348 in Bulgarien; gestorben 1390 im Byzantinischen Reich), war Prinzessin von Bulgarien während des Zweiten Bulgarischen Reiches und Kaiserin des Byzantinischen Reiches. Sie war die Tochter von Zar Iwan Alexander von Bulgarien aus dem Haus Schischman und seiner zweiten Frau, der konvertierten Jüdin Sarah-Theodora.

## Leben
Am 17. August 1355 wurde Maria-Keratsa mit dem zukünftigen byzantinischen Kaiser Andronikos IV. Palaiologos verheiratet. Als ihre Ehe geschlossen wurde, war Keratsa erst 7 Jahre alt, Andronikus war auch sehr jung, also musste die Erlaubnis beim Patriarchat von Konstantinopel eingeholt werden, das in einem besonderen Synodalbeschluss, unterzeichnet vom Patriarchen und 15 anderen Metropoliten, seine Zustimmung für diese Ehe bestätigte. In der vom Patriarchat ausgestellten Heiratsurkunde heißt es, „dass die Heirat für die Christen von Vorteil ist: Byzantiner und Bulgaren und verderblich für die Ungläubigen (die Türken)“.
Im Jahr 1373, als er noch gemeinsam mit seinem Vater, Johannes V. Palaiologos, Kaiser war, führte Andronikos eine gescheiterte Rebellion gegen den osmanischen Sultan Murad I. Daraufhin wurde Keratsa (zusammen mit ihm und ihrem Sohn) drei Jahre lang gefangen gehalten, bis sie von den Genuesen befreit wurden. Am 12. August 1376 setzte Andronikos IV. seinen Vater ab und ersetzte ihn als Kaiser des Byzantinischen Reiches, mit Keratsa als seiner kaiserlichen Gemahlin. Das neue Kaiserpaar behielt die Kontrolle über Konstantinopel bis zum 1. Juli 1379, als Johannes V. wieder auf den Thron gesetzt wurde. Andronikos IV. wurde zum Mitkaiser erklärt, doch der Konflikt zwischen Vater und Sohn dauerte bis zu dessen Tod im Jahr 1385.
Keratsa verbrachte den letzten Teil ihres Lebens als Nonne unter dem Namen Mathissa. Sie starb im Jahr 1390.

## Kinder
Keratsa und Andronikos IV. Palaiologos hatten drei Kinder, einen Sohn und zwei Töchter. Ihr Sohn wurde Kaiser Johannes VII. Palaiologos, der 1390 für fünf Monate regierte.